# الإدراك الكمي
الإدراك الكمي مجال جديد في العلوم الإدراكية يطبق الصورية الرياضية للميكانيكا الكمية لتمثيل الظواهر مثل معالجة المعلومات بالدماغ البشري واتخاذ القرار والحفظ و الفهم و الحكم و الإدراك.